# Dragon Ball Z - La grande battaglia per il destino del mondo
Dragon Ball Z - La grande battaglia per il destino del mondo (ドラゴンボールZ 地球まるごと超決戦?, Doragon Bōru Zetto - Chikyū marugoto chō-kessen, lett. "Dragon Ball Z - La grande battaglia finale per il mondo intero") è un film del 1990 diretto da Daisuke Nishio. È il sesto film anime basato sul manga Dragon Ball, e il terzo ad essere tratto dalla serie TV Dragon Ball Z. Fu proiettato per la prima volta in Giappone il 7 luglio 1990 presso il festival Toei Anime Fair, nel contesto dello speciale Akira Toriyama: The World (che includeva anche due cortometraggi anime tratti dai suoi manga autoconclusivi Il signorino Kennosuke e Pink: The Rain Jack Story).
Il film utilizza per i titoli di coda una nuova canzone intitolata "Marugoto" (｢まるごと｣?) di Dai Satō e Chiho Kiyoka, cantata da Hironobu Kageyama e gli Ammy.

## Trama
Son Gohan, Crilin, Bulma e Olong stanno trascorrendo una giornata tranquilla in campeggio, ma quella notte un grosso incendio scoppia nella vicina foresta. Usando la loro aura, Crilin e Gohan spengono il fuoco e usano le sfere del drago per ripristinare la foresta. A loro insaputa, l'incendio era stato appiccato dall'atterraggio di una sonda spaziale. La mattina successiva la capsula inizia ad esplorare l'area ed è ben presto rivelato che è stata inviata da un Saiyan, Turles, che ha scelto la Terra per piantare il Sacro Albero dello Spirito. L'albero assorbe l'energia del pianeta per riporla nei propri frutti, che danno un'incredibile potenza a chi li mangia.
I servitori di Turles atterrano e creano una fessura nel terreno per piantare il seme. Re Kaioh del Nord riconosce il Sacro Albero dello Spirito e avverte i Guerrieri Z della devastazione imminente della Terra se non lo distruggeranno immediatamente. Tuttavia, i loro attacchi non scalfiscono nemmeno l'albero. I servitori di Turles appaiono e scoppia una battaglia, mentre il Saiyan osserva dalla sua nave spaziale. I Guerrieri Z attaccano con tutte le loro forze, ma ben presto appare evidente che non sono sufficienti.
Turles si accorge del giovane Saiyan Gohan e gli appare davanti, cercando di convincerlo ad unirsi a lui e aiutarlo a conquistare l'universo. Gohan si rifiuta, così Turles decide di ucciderlo, ma Piccolo interviene. Purtroppo egli non è al livello del Saiyan e viene subito sconfitto. Turles decide di divertirsi un po', e crea una luna artificiale costringendo Gohan a guardarla e trasformarsi. Son Goku se ne accorge e arriva in aiuto, venendo però attaccato da Gohan in forma di scimmione. L'Hire Dragon, un draghetto che il bambino aveva salvato dall'incendio, arriva e riesce a calmare Gohan, ma viene attaccato da Turles. Gohan va su tutte le furie e si ritorce subito contro Turles. Il Saiyan decide che ne ha avuto abbastanza e spara un massiccio attacco energetico a Gohan, ma Goku gli taglia la coda e lo fa tornare alla normalità appena in tempo perché l'attacco lo manchi.

Goku e Turles si affrontano sulle radici del Sacro Albero dello Spirito.

Infuriato per il trattamento riservato a Gohan, Goku sconfigge rapidamente i servitori di Turles e riesce a mettere il Saiyan alle corde. Tuttavia, Turles afferra un frutto del Sacro Albero dello Spirito e ne prende un morso. Con l'improvviso aumento di potenza, Turles capovolge rapidamente le sorti del duello, ma i Guerrieri Z vengono in aiuto di Goku. Mentre distraggono Turles, Goku comincia a formare una Genkidama, ma la Terra ha pochissima energia residua. La sfera è quindi troppo debole, e Turles riesce a bloccarla.
Improvvisamente, l'energia del Sacro Albero dello Spirito scorre in Goku, che riesce quindi a completare la Genkidama. Con gli altri Guerrieri Z sconfitti, Goku affronta Turles e i due scatenano il loro attacco finale. La Genkidama di Goku travolge l'attacco energetico di Turles e lo colpisce, facendolo volare attraverso il Sacro Albero dello Spirito, che viene distrutto. L'energia immagazzinata dall'albero viene restituita alla Terra. Con il ritorno della pace, Goku e i suoi amici possono godersi un'altra gita in campeggio.

### Nuovi personaggi
- Turles (ターレス?, Tāresu): un guerriero saiyan di infimo livello, ex-guerriero di Freezer sopravvissuto alla distruzione del pianeta Vegeta. Come in tutti i Saiyan puri, i capelli di Turles sono neri, e non crescono oltre un certo livello. Essendo un guerriero di basso livello, è estremamente somigliante a Goku, tanto che in giapponese i due Saiyan hanno la stessa voce. Indossa una battle suit molto avanzata ed un rilevatore di colore rosso. Personaggio malvagio e spietato, impianta sulla Terra il Sacro Albero dello Spirito con cui tenta di risucchiare la linfa vitale del pianeta, ma viene sconfitto da Goku. Il suo nome è l'anagramma dell'importazione giapponese della parola inglese lettuce (レタス?, retasu), "lattuga".[1] Un guerriero fantasma con le sue sembianze appare negli OAV Dragon Ball Z Gaiden: Saiyajin zetsumetsu keikaku e Dragon Ball: Piano per lo sterminio dei Super Saiyan (remake del primo). Turles è un personaggio giocabile nei videogiochi Dragon Ball Z: Budokai Tenkaichi 2, Dragon Ball Z: Budokai Tenkaichi 3, Dragon Ball: Raging Blast 2, Dragon Ball Xenoverse 2 e Dragon Ball: Sparking! ZERO
- Amondo (アモンド?, Amondo): un guerriero alieno grosso e potente, ha lunghi capelli rossi e indossa uno scouter, una divisa da combattimento con degli spuntoni e dei larghi pantaloni rossi; la sua tecnica più potente consiste nel concentrare tutta la propria energia in due dita per poi scatenare un'esplosione devastante, la stessa utilizzata più volte da Nappa. Viene ucciso da Goku con il Kaiohken. Ricompare insieme agli altri servitori di Turles nel film Dragon Ball Z: Il diabolico guerriero degli inferi. Il suo nome deriva dalla parola inglese almond (アーモンド?, āmondo), "mandorla".[1]
- Daizu (ダイーズ?, Daīzu): il guerriero più forte del gruppo, compare con un look in stile punk. Ha i capelli verdi con una coda di cavallo, indossa gli orecchini e una collana di gioielli. Viene ucciso da Goku con il Kaiohken. Il suo nome deriva dalla parola giapponese daizu (大豆?) che significa soia.[1]
- Kakao (カカオ?, Kakao): un guerriero alieno seguace di Turles, la sua pelle è simile al magma e ha una armatura che sembra cibernetica dove nasconde le sue numerose armi con la quale sconfigge facilmente Yamcha. Viene successivamente ucciso da Goku. Il suo nome deriva dal cacao.[1]
- Lezun (レズン?, Resun) e Lakasei (ラカセイ?, Rakasei): sono molto bassi, hanno la pelle viola e la testa a forma di uovo. Sconfiggono facilmente Tenshinhan e Jiaozi ma vengono uccisi da Goku. I loro nomi derivano rispettivamente dal giapponese rēzun (レーズン?) che significa uva passa e rakkasei (落花生?), "arachide".[1] Nel ridoppiaggio italiano, Lezun viene ribattezzato Leddu, probabilmente per un errore di trascrizione.

## Distribuzione

### Edizione italiana
Il primo doppiaggio italiano del film, usato per l'uscita in VHS nel 1997 e per la trasmissione TV su Rai 2 nel 2001, fu eseguito dallo studio Coop. Eddy Cortese di Roma per conto di Dynamic Italia, e diretto da Fabrizio Mazzotta, con un cast differente da quello della serie TV. Monica Ward, doppiatrice di Bulma nei film precedenti, fu sostituita da Francesca Guadagno a partire da questo film, per poi ritornare sul personaggio nel 2014 per Dragon Ball Z: La battaglia degli dei. La terminologia venne mantenuta fedele alla versione italiana del manga, eccetto per alcuni particolari: il drago Shenron viene chiamato solo "Dio Drago" (mentre sulla cover della VHS il nome è "Sheron"), Tenshinhan viene chiamato "Ten-Shin-Nan", il pianeta Vegeta è chiamato "Saiya" e il Masenko di Gohan viene chiamato "Luce demoniaca".
Il film fu ridoppiato nel 2003 dal cast italiano di Dragon Ball Z per la trasmissione in tre episodi (intitolati "Il nuovo amico di Gohan", "La malvagità di Turles" e "Il Grande Albero dell'Energia") su Italia 1 nella serie Dragon Ball: La saga. Il ridoppiaggio fu effettuato dalla Merak Film di Milano e curato da Paolo Torrisi, con dialoghi in buona parte trascritti da quelli del primo doppiaggio. Tuttavia ci sono varie differenze in questo adattamento rispetto al precedente: la terminologia venne cambiata utilizzando quella dell'adattamento italiano della serie TV, mentre i nomi delle tecniche eseguite da Crilin, Yamcha e Gohan furono sostituiti da dialoghi di fantasia; alcuni dialoghi vennero modificati per eliminare riferimenti diretti alla morte e all'uccisione; furono aggiunti "pensieri" e dialoghi di pura fantasia in scene dove i personaggi non parlano, e venne aggiunta una narrazione di Mario Scarabelli. Il ridoppiaggio è stato poi utilizzato per le successive trasmissioni TV e per l'uscita in DVD.

### Edizioni home video
L'edizione VHS del film fu prodotta da Dynamic Italia e distribuita da Terminal Video Italia nel 1997. La VHS conteneva il film con il primo doppiaggio.
L'edizione DVD fu prodotta da Dynit, nuova incarnazione della Dynamic Italia. Il 6 gennaio 2007 fu distribuita in edicola da De Agostini, mentre la distribuzione sul mercato avvenne l'11 aprile 2007 a opera della Terminal Video Italia. Mentre il master video è un semplice riversamento dalla precedente VHS, l'audio è disponibile in italiano in Dolby Digital 5.1 e in giapponese in 2.0. Poiché la versione italiana del film fu concessa da RTI, il DVD contiene esclusivamente il ridoppiaggio. Sono inclusi inoltre i sottotitoli in italiano e, come extra, landscapes e schede sui personaggi. Una nuova edizione DVD rimasterizzata, prodotta stavolta da Yamato Video, è stata allegata a La Gazzetta dello Sport e Corriere della Sera il 26 aprile 2017; audio e sottotitoli sono gli stessi dell'edizione precedente

## Accoglienza
Il film fruttò in patria un guadagno netto di 800 milioni di yen, venendo visto da 2,2 milioni di spettatori.

## Altri media
Il 24 maggio 1994 Shūeisha pubblicò un anime comic con le foto del film, che fu importato in Italia da Star Comics nell'agosto 1999.